# Candidatura de Sevilla a los Juegos Olímpicos de 2008
La Candidatura de Sevilla a los Juegos Olímpicos de 2008 se presentó por la Asociación Sevilla 2008, con el apoyo del Ayuntamiento, ante el Comité Olímpico Español en 1999. El logotipo de la convocatoria era un círculo en diagonal atravesado por la espiral del símbolo del NO8DO.
Se insistió en el mismo proyecto presentado en la candidatura de la ciudad para las Olimpiadas de 2004, que llegó en 1997 al pleno del Comité Olímpico Internacional de Lausana pero fue rechazada en el primer corte junto con otras ciudades como San Juan de Puerto Rico o Río de Janeiro. Aunque para la candidatura de 2008 Sevilla aumentó la oferta, con tres villas olímpicas.
El Estadio Olímpico fue construido en 1999 y se precisaba una financiación de 600 000 millones de pesetas (unos 3600 millones de euros) para llevar a cabo el proyecto. El 28 de agosto de 2000 el COI rechazó la candidatura en el primer corte alegando que Sevilla era una "ciudad mediana de mediana entidad", que no tenía plazas hoteleras suficientes (entonces tenía 22 000, frente a las 42 000 exigidas) y por carencias en el transporte público. Las Olimpiadas de 2008 fueron finalmente concedidas a Pekín.
Sevilla insistió en presentarse para las Olimpiadas de 2012 aunque, en ese momento, Madrid pujó contra Sevilla y, puesto que solamente se puede aceptar una ciudad por país ante el COI, se eligió Madrid para representar a España. En 2008 el Ayuntamiento de Sevilla anunció que dejaría pasar cuatro olimpiadas antes de volver a concurrir.
| Predecesor: Sevilla 2004 | Candidatura de Sevilla para Ciudad Olímpica por el COE 2008 | Sucesor: - |